# David Pisot
David Pisot (Karlsruhe, 6 luglio 1987) è un calciatore tedesco, difensore del Freiberg.